# 메이킹 패밀리
《메이킹 패밀리》는 2016년에 개봉한 대한민국 & 중국의 합작 영화이다.

## 캐스팅
- 김하늘 : 미연 역
- 문 메이슨 : 태봉 역
- 리즈팅 : 주리옌 역
- 차승연
- 려중
- 류송인
- 원경단
- 김지훈
- 이석준